# Liste der Stolpersteine in Würzburg-Heidingsfeld

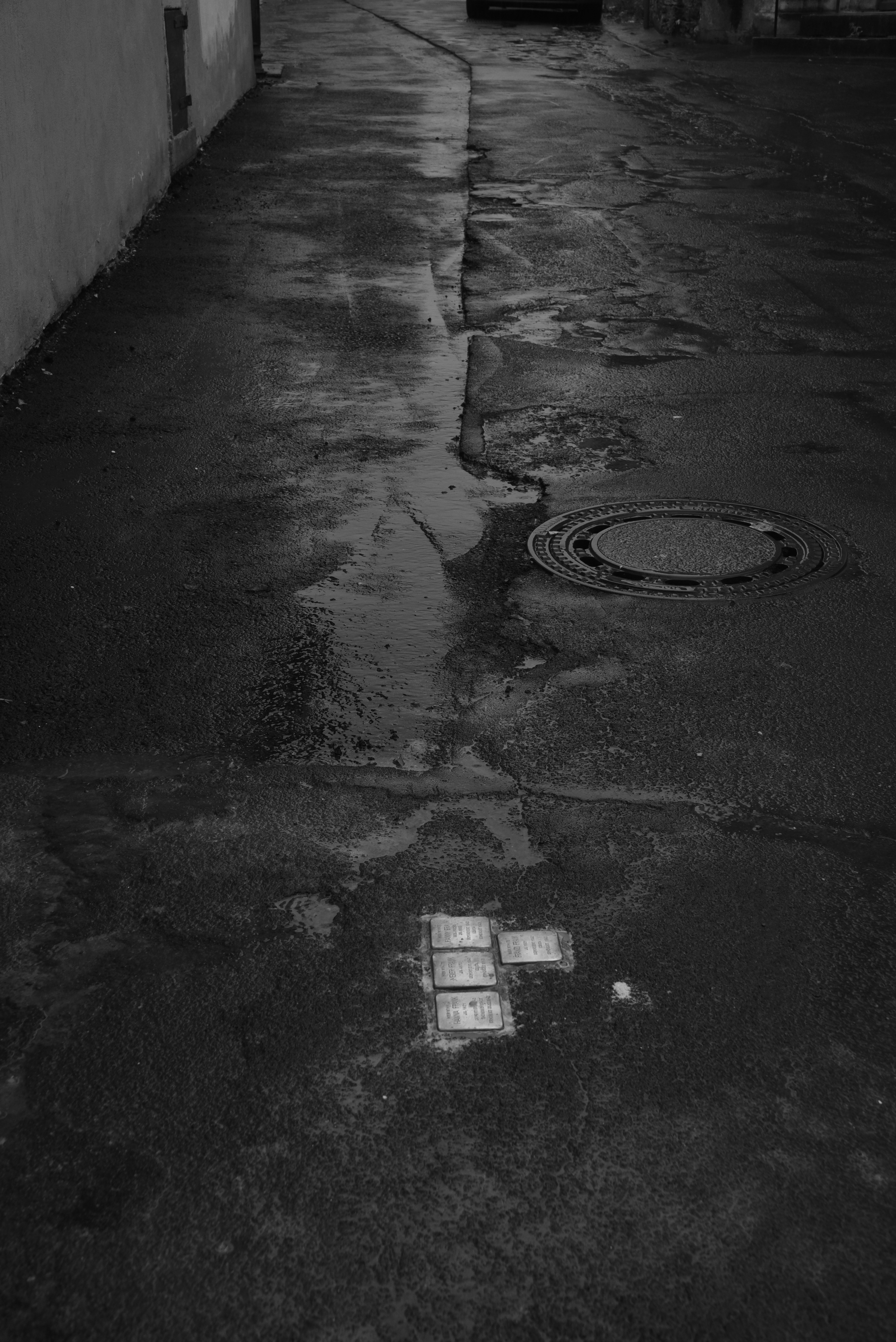
Stolpersteine in der Ruppertsgasse

Die Liste der Stolpersteine in Würzburg-Heidingsfeld enthält alle Stolpersteine, die im Rahmen des gleichnamigen Projekts von Gunter Demnig in Heidingsfeld, einem Stadtbezirk Würzburgs. Mit Stolpersteinen soll an Opfer des Nationalsozialismus erinnert werden, die hier lebten und wirkten.

## Verlegte Stolpersteine
Im Stadtbezirk Heidingsfeld, deckungsgleich mit dem gleichnamigen Stadtteil, wurden neunzehn Stolpersteine an fünfzehn verschiedenen Adressen verlegt.
| Stolperstein | Inschrift | Verlegeort          | Name, Leben                                                                     |
| ------------ | --- | ------------------- | ------------------------------------------------------------------------------- |
|              | HIER WOHNTE MINA BERGENTHAL GEB. SCHWARZENBERGER JG. 1870 DEPORTIERT 1942 THERESIENSTADT ERMORDET 8.9.1944                                                 | Klosterstraße 15 ·  | Mina Bergenthal, geborene Schwarzenberger (1892–1941) Biografie                 |
|              | HIER WOHNTE REGINA BERGENTHAL GEB. LEHMANN JG. 1869 DEPORTIERT 1942 THERESIENSTADT ERMORDET 5.2.1943                                                       | Klingenstraße 11 ·  | Regina Bergenthal, geborene Lehmann (1869–1943) Biografie                       |
|              | HIER WOHNTE JETTE EPPSTEIN GEB. HIRNHEIMER JG. 1865 DEPORTIERT 1942 THERESIENSTADT ERMORDET 28.1.1943                                                      | Zindelgasse 14 ·    | Jette Eppstein, geborene Hirnheimer, eigentlich Henriette (1865–1943) Biografie |
|              | HIER WOHNTE FANNY FRANK GEB. FUCHS JG. 1890 DEPORTIERT 1942 IZBICA ERMORDET 1942                                                                           | Ruppertsgasse 3 ·   | Fanny Frank, geborene Fuchs (1890–1942) Biografie                               |
|              | HIER WOHNTE FRÄNZI FRANK JG. 1921 DEPORTIERT 1942 IZBICA ERMORDET 1942                                                                                     | Ruppertsgasse 3 ·   | Fränzi Frank, eigentlich Franziska (1921–1942) Biografie                        |
|              | HIER WOHNTE HANNA FRANK GEB. FUCHS JG. 1871 DEPORTIERT 1942 THERESIENSTADT ERMORDET 25.12.1942                                                             | Ruppertsgasse 3 ·   | Hanna Frank (1871–1942) Biografie                                               |
|              | HIER WOHNTE MAX FRANK JG. 1908 SEIT 1938 VERSCHIEDENE HEILANSTALTEN ´VERLEGT´ 20.9.1940 SCHLOSS HARTHEIM ERMORDET 20.9.1940 AKTION T4                      | Wenzelstraße 9 ·    | Max Frank (1908–1940) Biografie                                                 |
|              | HIER WOHNTE MEIER FRANK JG. 1872 DEPORTIERT 1942 IZBICA ERMORDET 1942                                                                                      | Ruppertsgasse 3 ·   | Meier Frank, eigentlich Markus (1872–1942) Biografie                            |
|              | HIER WOHNTE KARL GÖTZ JG. 1917 EINGEWIESEN 16.8.1936 HEILANSTALT WERNECK ´VERLEGT´ 11.3.1941 PIRNA-SONNENSTEIN ERMORDET 11.3.1941 AKTION T4                | Wenzelstraße 9 ·    | Karl Götz (1917–1941) Biografie                                                 |
|              | HIER WOHNTE ANTON HÄRTH JG. 1896 SEIT 1934 VERSCHIEDENE HEILANSTALTEN ´VERLEGT´ 22.11.1940 PIRNA-SONNENSTEIN ERMORDET 22.11.1940 AKTION T4                 | Kirchgasse 2 II ·   | Anton Härth (1896–1940) Biografie                                               |
|              | HIER WOHNTE HERTA MANNHEIMER JG. 1891 DEPORTIERT 1943 AUSCHWITZ ERMORDET 10.9.1943                                                                         | Kirchgasse 12 ·     | Herta Mannheimer (1891–1943) Biografie                                          |
|              | HIER WOHNTE DAVID MENKO JG. 1866 DEPORTIERT 1942 THERESIENSTADT ERMORDET 29.10.1942                                                                        | Klosterstraße 1 ·   | David Menko (1866–1942) Biografie                                               |
|              | HIER WOHNTE EMILIE SCHMELZ JG. 1892 EINGEWIESEN 28.3.1936 HEILANSTALT WERNECK ´VERLEGT´ 5.10.1940 PIRNA-SONNENSTEIN ERMORDET 5.10.1940 AKTION T4           | Wiesenweg 13 ·      | Emilie Schmelz (1892–1940) Biografie                                            |
|              | HIER WOHNTE FRIEDRICH SCHNAUFER JG. 1910 VERHAFTET 1938 DACHAU ERMORDET 1.3.1943                                                                           | Klosterstraße 18 ·  | Friedrich Schnaufer (1910–1943) Biografie                                       |
|              | HIER WOHNTE EMMA SCHNEPPER GEB. WOLZ JG. 1896 EINGEWIESEN 11.5.1935 HEILANSTALT WERNECK ´VERLEGT´ 5.10.1940 PIRNA-SONNENSTEIN ERMORDET 5.10.1940 AKTION T4 | Dürrenberg 18 ·     | Emma Schnepper, geborene Wolz (1896–1940) Biografie                             |
|              | HIER WOHNTE JOSEF STAHL JG. 1910 SEIT 1932 VERSCHIEDENE HEILANSTALTEN ´VERLEGT´ 10.12.1940 GRAFENECK ERMORDET 10.12.1940 AKTION T4                         | Wiesenweg 27 ·      | Josef Stahl (1910–1940) Biografie                                               |
|              | HIER WOHNTE ROSA UHLFELDER GEB. DINGFELDER JG. 1854 DEPORTIERT 1942 THERESIENSTADT ERMORDET 2.2.1943                                                       | Klingenstraße 13 ·  | Rosa Uhlfelder, geborene Dingfelder (1854–1943) Biografie                       |
|              | HIER WOHNTE ANNA VOLL JG. 1898 'HEILANSTALT' WERNECK ERMORDET IN 'HEILANSTALT' PIRNA-SONNENSTEIN T4-AKTION                                                 | Stengerstraße 13 ·  | Anna Voll (1898–1940) Biografie                                                 |
|              | HIER WOHNTE GEORG ZÖPFEL JG. 1901 SEIT 1934 VERSCHIEDENE HEILANSTALTEN ´VERLEGT´ 27.6.1941 SCHLOSS HARTHEIM ERMORDET 27.6.1941 AKTION T4                   | Am Salmannsturm 6 · | Georg Zöpfel (1901–1941) Biografie                                              |

## Verlegedaten
Bis Ende 2019 wurden alle Stolpersteine in Würzburg vom Künstler Gunter Demnig persönlich verlegt.
- 13. April 2007: Kirchgasse 12, Klingenstraße 11 und 13, Klosterstraße 1, 15 und 18, Ruppertsgasse 3, Stengerstraße 5, Zindelgasse 14[1]
- 20. September 2015: Am Salmannsturm 6, Dürrenberg 18, Frau-Holle-Weg 43, Kirchgasse 2 II, Wenzelstraße 9, Wiesenweg 13 und 27

Die vom Würzburg-Wiki gemeldete Verlegung eines Stolpersteines für Maria Kroner am Dürrenberg 1a konnte bislang nicht verifiziert werden. 